# Javier Cabrera
Marcelo Javier „Cangrejo” Cabrera Rivero (ur. 18 marca 1992 we Floridzie) – urugwajski piłkarz występujący na pozycji skrzydłowego, od 2024 roku zawodnik Peñarolu.